# Saile (Berg)
Die Saile (selten: Hohe Saile), insbesondere im Inntal auch Nockspitze genannt, ist ein 2404 m ü. A. hoher Berg südwestlich von Innsbruck in Tirol.

## Lage und Umgebung
Die Saile bildet den nordöstlichen Abschluss der Kalkkögel und zugleich der gesamten Stubaier Alpen. Im Südwesten schließt sich nach dem 1992 m hohen Übergang Halsl der Ampferstein an. Im Nordwesten erstreckt sich das Skigebiet Axamer Lizum. Nördlich des Gipfels liegen unterhalb des Nebengipfels Birgitzköpfl (1982 m) die Dörfer Axams, Birgitz und Götzens oberhalb des Inntals. Im Nordosten liegen unterhalb eines 2379 m hohen Vorgipfels mit der Pfriemeswand (2103 m), dem Pfriemesköpfl (1802 m) und dem Spitzmandl (2206 m) drei weitere Erhebungen, darunter liegen das Skigebiet Mutterer Alm und die Dörfer Mutters und Natters. Im Osten liegt das Wipptal. Im Süden sind hinter dem Übergang Sailenieder (1974 m) das Nederjoch (2142 m) und das Jochkreuz (2045 m) vorgelagert, darunter liegen Fulpmes und Telfes im Stubaital. Am Gipfel treffen die Gemeindegebiete von Mutters, Götzens und Telfes im Stubai aufeinander.

## Topographie
Die Süd- und insbesondere die Südostflanke des Berges sind relativ flach und von alpinem Magerrasen, der auch als Weidegebiet dient, und in tieferen Lagen von Latschenkiefern bedeckt. Die wesentlich steilere Nord- und Ostseite sind hingegen von Schrofen, Felswänden und Schutthalden geprägt, hier ähnelt die Saile eher den anderen Felsgipfeln der Kalkkögel. Von Nordosten aus erscheint sie mit dem Spitzmandl und der Pfriemeswand als markante Pyramide und ist auch in dieser Form im Wappen der Gemeinde Mutters dargestellt.

## Geologie
Geologisch gesehen sitzt die Saile auf einem Sockel aus Kristallingestein, vor allem Gneis, der etwa 1600 bis 2000 Meter hinaufreicht. Darüber folgen Mergel, Alpiner Muschelkalk und Tonschiefer der Raibler Schichten. Der Gipfelaufbau besteht hauptsächlich aus Wetterstein-, teilweise aber auch Hauptdolomit des Brennermesozoikums. Hier treten Karsterscheinungen wie Dolinen auf.

## Gipfelkreuze

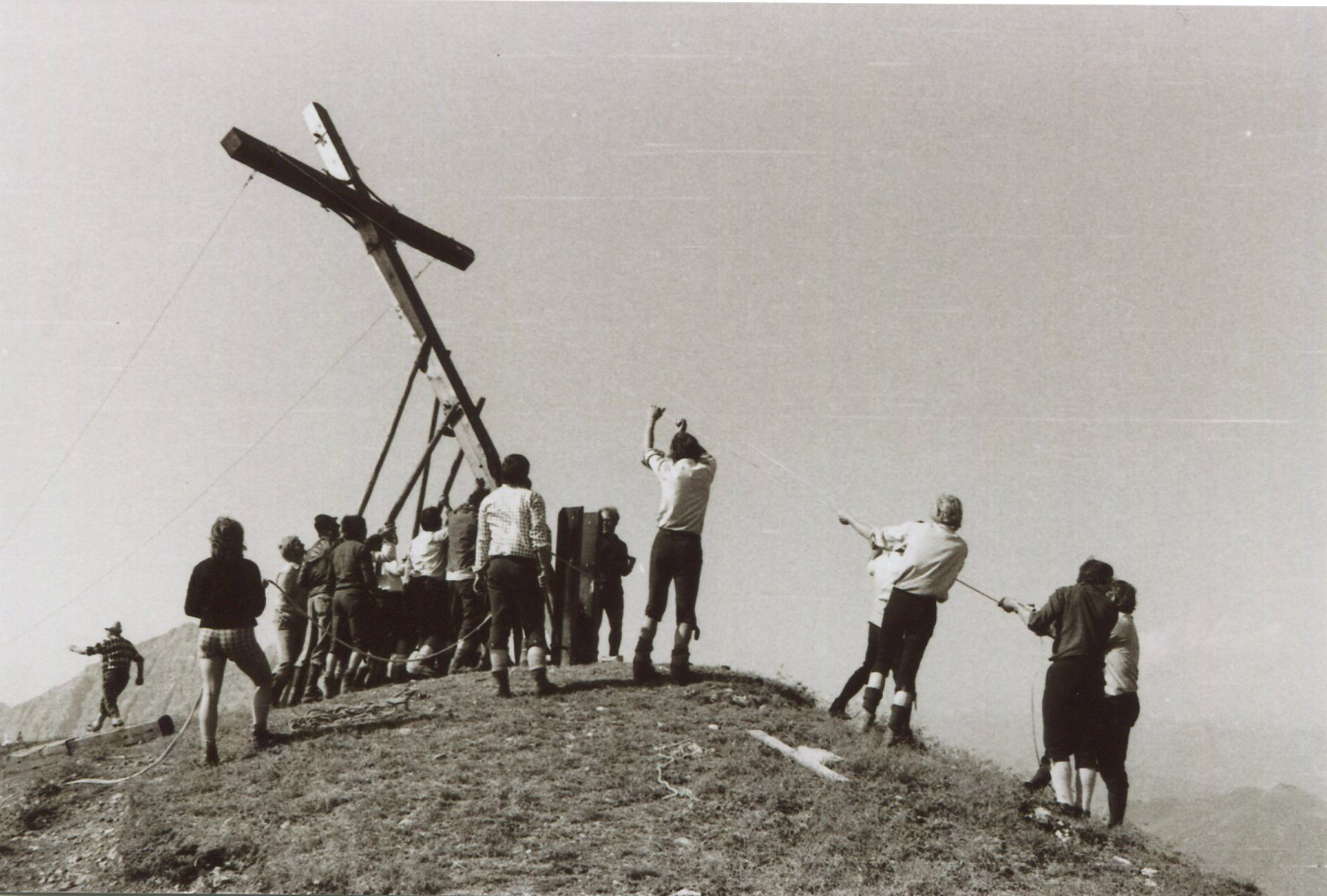
Gipfelkreuzaufstellung im August 1974

Auf dem Vorgipfel der Saile steht seit etwa 1900 ein Gipfelkreuz, das von Vereinen bzw. Einzelpersonen aus Mutters errichtet wurde. Dieses Gipfelkreuz wurde mehrfach durch Blitzschlag zerstört; zuletzt wurde das Kreuz im Jahr 2012 von der Jungbauernschaft Mutters aufgestellt. Auf dem höchsten Punkt wurde erstmals im August 1974 von der Bergwacht Götzens ein Gipfelkreuz aufgestellt. Seither steht sowohl auf dem Haupt- als auch auf dem Vorgipfel ein Kreuz.

## Sage
Durch ihre besonders exponierte Lage gilt die Saile als Wetterberg, also als Punkt des Entstehens von Gewittern, Stürmen und Schneefällen. Sie wurde deshalb in Volkssagen als Haupttreffpunkt der Wetterhexen gesehen, die auf dem breiten Gipfelplateau des Berges nachts ihren Tanz vollführten und das schlechte Wetter ins Tal sandten. Die Wetterglocke am Kirchturm von Telfes soll die Unwetter jedoch häufig ins Nachbardorf Kreith vertrieben haben. Zum Schutz vor den Unwettern wurden auch regelmäßig Prozessionen zur Kapelle am Halsl abgehalten.

## Tourismus
Aufgrund ihrer Lage am Treffpunkt dreier Täler ist die Saile ein beliebter Aussichtspunkt. Sie ist vom Halsl und vom Birgitzköpflhaus aus mit einem markierten Wanderweg über die Südwestseite erschlossen. Ein zweiter Weg führt von Nordosten über die Pfriemeswand und über das Spitzmandl zum Gipfel. Ein weiterer Weg von der Mutterer Alm über den Nordostgrat ist mit einem Schwierigkeitsgrad von I (UIAA) wesentlich anspruchsvoller. Über die Pfriemeswand führen Kletterrouten im III. und IV. Schwierigkeitsgrad. Die Felstürme am Nordwestgrat oberhalb des Birgitzköpfls werden als  Klettergarten genutzt. Der Berg gehört zum Ruhegebiet Kalkkögel.
Ausgangspunkte für eine Besteigung des Berges sind die Axamer Lizum und die Orte Birgitz, Götzens, Mutters, Telfes und Fulpmes. Stützpunkte sind das Naturfreundehaus (2036 m) am Birgitzköpfl, die Götzner Alm (1542 m), die Mutterer Alm (1608 m), die Raitiser Alm (1553 m), die Kreither Alm (1492 m) und die Pfarrachalm (1740 m). Im Winter gilt die Besteigung der Saile als beliebte Skitour (besonders die Ostabfahrt über das „Leintuch“, die mitunter lawinengefährdet ist), im Frühjahr als Ziel von Firngleitern.